# Roberto De Angelis

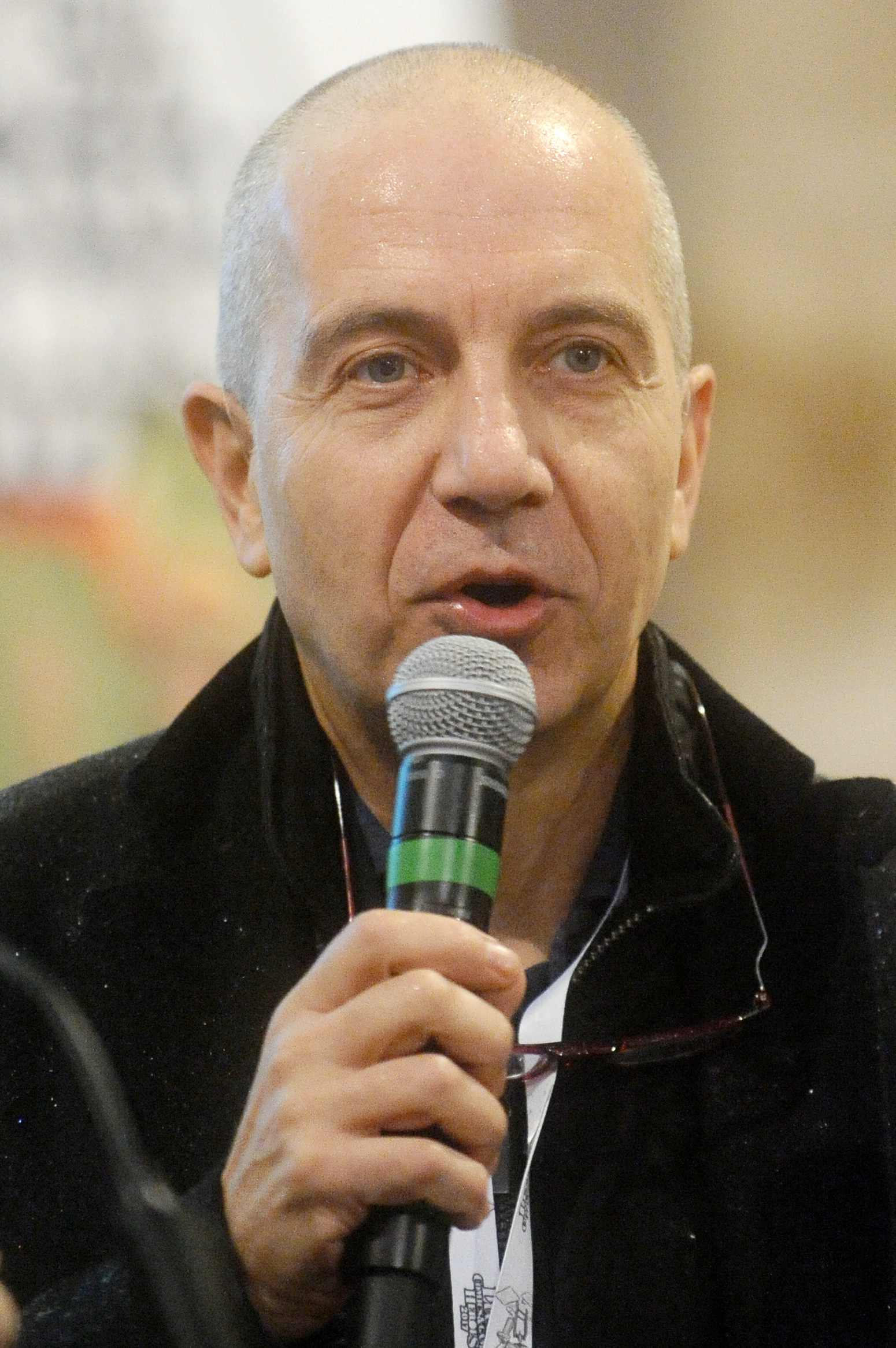
Roberto De Angelis

Roberto De Angelis (Napoli, 16 dicembre 1959) è un fumettista italiano.

## Biografia
Entra nel mondo del fumetto nel 1983 quando si unisce al gruppo di giovani autori campani che l'anno precedente, a Salerno, avevano dato vita alla rivista Trumoon. Il suo esordio avviene sul secondo numero, del maggio 1984, con la storia L'uomo di Lisa. Anche grazie all'interessamento di Dino Leonetti inizia a collaborare con le Edizioni Cioè sulle riviste Tilt e Boy Comics. Nella seconda metà degli anni ottanta forma con Bruno Brindisi e Luigi Siniscalchi (compagni fin dai tempi di Trumoon) un piccolo studio grafico. Il primo lavoro è un albo celebrativo per la vittoria dello scudetto del Napoli di cui Brindisi realizza le matite e De Angelis le chine. Inizia poi l'intensa collaborazione con la casa editrice EPP specializzata in fumetti pornografici per cui lo studio realizza numerose storie. Nel 1987 l'editore Francesco Coniglio assolda i tre per collaborare con le neonate edizioni Acme sulle riviste Splatter e Mostri. Nel frattempo realizza alcune storie per L'intrepido e per le edizioni Blue press.
Nel 1991 viene pubblicato a puntate, sulla rivista L'Eternauta, Kor-One per i testi di Ade Capone.
Nel 1989, dopo aver inviato alcuni lavori alla Sergio Bonelli Editore, viene assoldato nel team di disegnatori per una nuova serie allora in preparazione: Nathan Never ideata da Antonio Serra, Michele Medda e Bepi Vigna. A lui viene affidata la realizzazione dell'albetto promozionale di 16 pagine Il numero zero (pubblicato nell'aprile del 1991), mentre l'esordio sulla serie regolare avviene con l'albo numero 11 Fanteria dello spazio. Il disegnatore napoletano si impone subito come uno degli autori di punta del personaggio ed ai suoi disegni vengono affidati, tra l'altro, il primo Speciale Nathan Never, il primo Nathan Never Gigante, il primo Almanacco della fantascienza e il centesimo numero della serie, interamente a colori come da tradizione della casa editrice. A partire dal numero 60 disegnerà anche le copertine della serie, sostituendo il creatore grafico del personaggio Claudio Castellini, incarico che manterrà fino al numero 249 del febbraio 2012.
Sempre per Bonelli realizza anche un albo di Legs Weaver, una storia a colori di Dylan Dog pubblicata sul secondo volume del Dylan Dog Color Fest, e il primo numero della mini-serie Caravan di Michele Medda.
Nel 2004 entra, inoltre, a far parte della prestigiosa lista di disegnatori incaricati di realizzare uno Speciale Tex (i cosiddetti Texoni). La storia viene pubblicata sul volume numero 18 con il titolo Ombre nella notte per i testi di Claudio Nizzi.
16 Novembre 2018 un'altra data storica per la Sergio Bonelli Editore, che lancia una nuova testata intitolata Tex Willer. Questa serie ripercorre le gesta e narra gli episodi sconosciuti di un giovane Tex. Ai disegni dei primi 4 numeri (in seguito ne realizzerà altri) troviamo Roberto De Angelis che, dopo il Texone di qualche anno fa, dimostra di trovarsi a suo agio nel vecchio west come nel mondo futuribile di Nathan Never: è evidente, peraltro, la differenza del tratto usato dall'autore, che riesce sia a rendere un giovane Tex decisamente credibile, che a ritrarre meravigliosi paesaggi assolati, usando non più le classiche pennellate sgranate ma un tratteggio capace di rendere al meglio il netto contrasto tra luce ed ombre. Interessante notare che dal nº10 della serie Roberto De Angelis comincia a realizzare i disegni completamente in digitale.
Insieme a Bruno Brindisi, Luigi Siniscalchi, e a gli altri disegnatori che orbitarono intorno a Trumoon, De Angelis fa parte della cosiddetta "scuola salernitana". Inizialmente i tre utilizzarono stili pressoché identici, per poi tentare soluzioni più personali. Attualmente De Angelis padroneggia uno stile di grande realismo, che affida il suo fascino alla grafica, al taglio dinamico delle scene e all'equilibrio tra i bianchi e i neri.